# Quartinia arenaria
Quartinia arenaria  (лат.) — вид цветочных ос из семейства Vespidae (надсемейство Vespoidea).

## Распространение
Южная Африка: Западно-Капская провинция, Yzerfontein (голотип: 33.22S, 18.11E), Lutzville — Vredendal (31.36S, 18.23E), Donkinsbaai (31.54S, 18.17E), Lamberts Bay (32.05S, 18.19E), Melkbosstrand (33.42S, 18.26E).

## Описание
Длина тела 4,2—5,2 мм; длина передние крыльев — 2,7—3,0 мм. Окрашены, главным образом, в чёрный цвет, отдельные части брюшка (перевязи по заднему краю тергитов и стернитов), груди и ног беловато-жёлтые. У самца белый клипеус. В светлый красновато-жёлтый цвет окрашены: нижняя часть флагелломеров (кроме дистальных члеников булавы у некоторых экземпляров); вершина бёдер всех ног, большая часть голеней передней и средней пар ног; основания задних голеней. Обнаружены на цветах растений из семейства аизовые (Aizoaceae): Mesembryanthema (Conicosia, Drosanthemum).